# VdB 41
vdB 41 è una nebulosa a riflessione visibile nella costellazione del Toro.
Si individua a nordovest della stella ζ Tauri, a metà via fra i due astri di quinta magnitudine 114 e 118 Tauri; si tratta di un debolissimo filamento di gas che avvolge HD 244068, una stella di piccola massa di classe spettrale F e di magnitudine 10,0, che imprime alla nebulosa un colore biancastro. La misura della parallasse indica un valore di 82,5 mas, che corrisponde a una distanza di soli 12 parsec (39 anni luce); secondo questi dati, si tratterebbe dunque di una delle stelle avvolte da nebulosità più vicine al sistema solare.